# The Beguiled: The Storyteller
Pour plus de détails, voir Fiche technique et Distribution.
The Beguiled: The Storyteller est un court métrage documentaire américain réalisé par Clint Eastwood et tourné en 1971. Le film est distribué en 2000, en Italie.

## Synopsis
Ce court métrage est la première réalisation de Clint Eastwood. Ce dernier l'a réalisé à la suite du tournage du film de Don Siegel, Les Proies (The Beguiled), dans lequel Eastwood interprète le rôle principal. Il fait ici, en quelque sorte, un « making off » du film.

## Fiche technique
- Titre original : The Beguiled: The Storyteller
- Réalisation : Clint Eastwood
- Scénario : Clint Eastwood
- Société de production : Malpaso
- Société de distribution : Universal
- Pays d'origine : États-Unis
- Langue : Anglais
- Format : Couleurs
- Genre : Court métrage documentaire
- Durée : 12 minutes
- Date de sortie : 1er septembre 2000 ( Italie)

## Distribution
- Don Siegel :  Lui-meme